# St. Martin (Achtum)

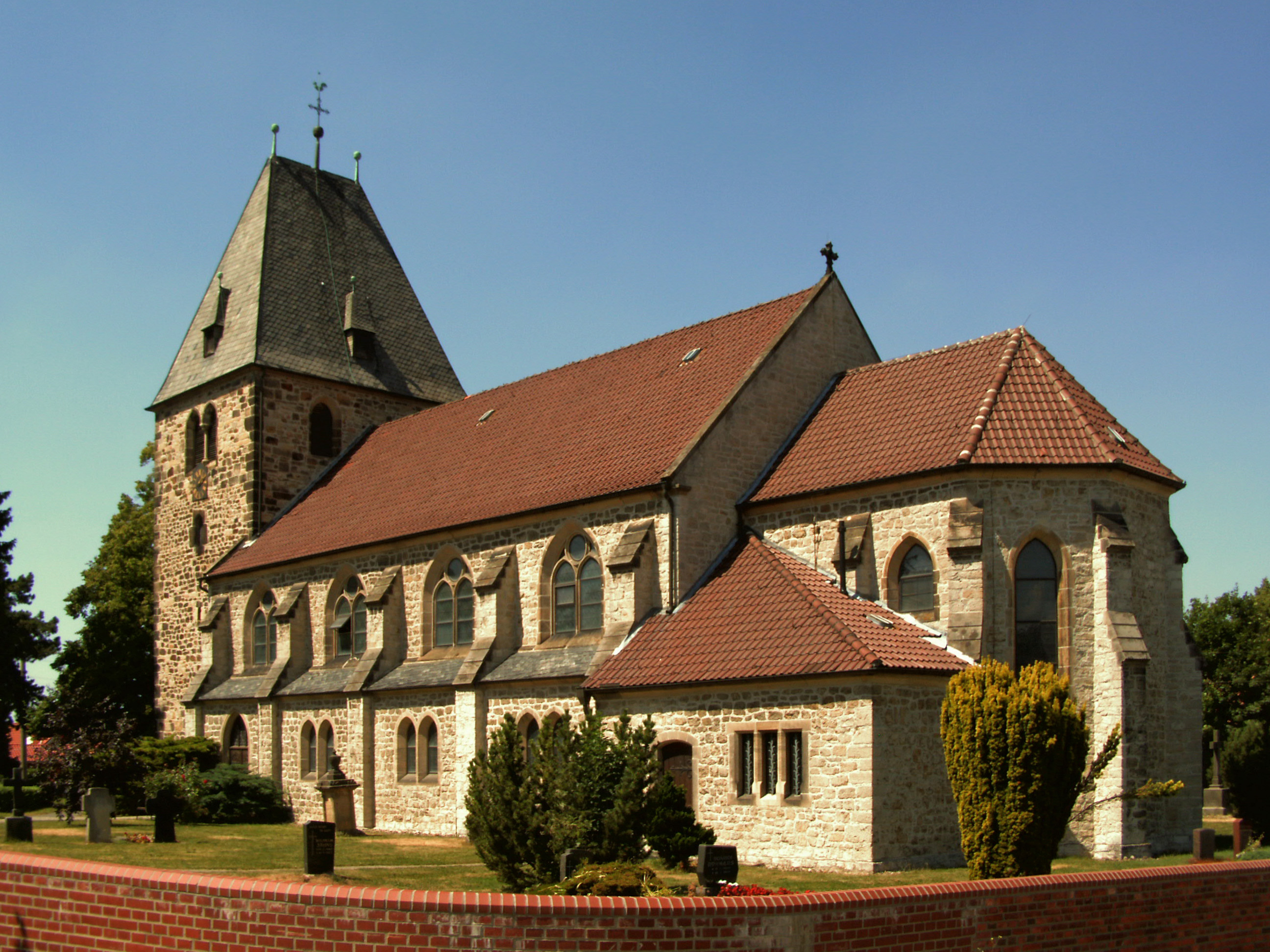
St.-Martin-Kirche

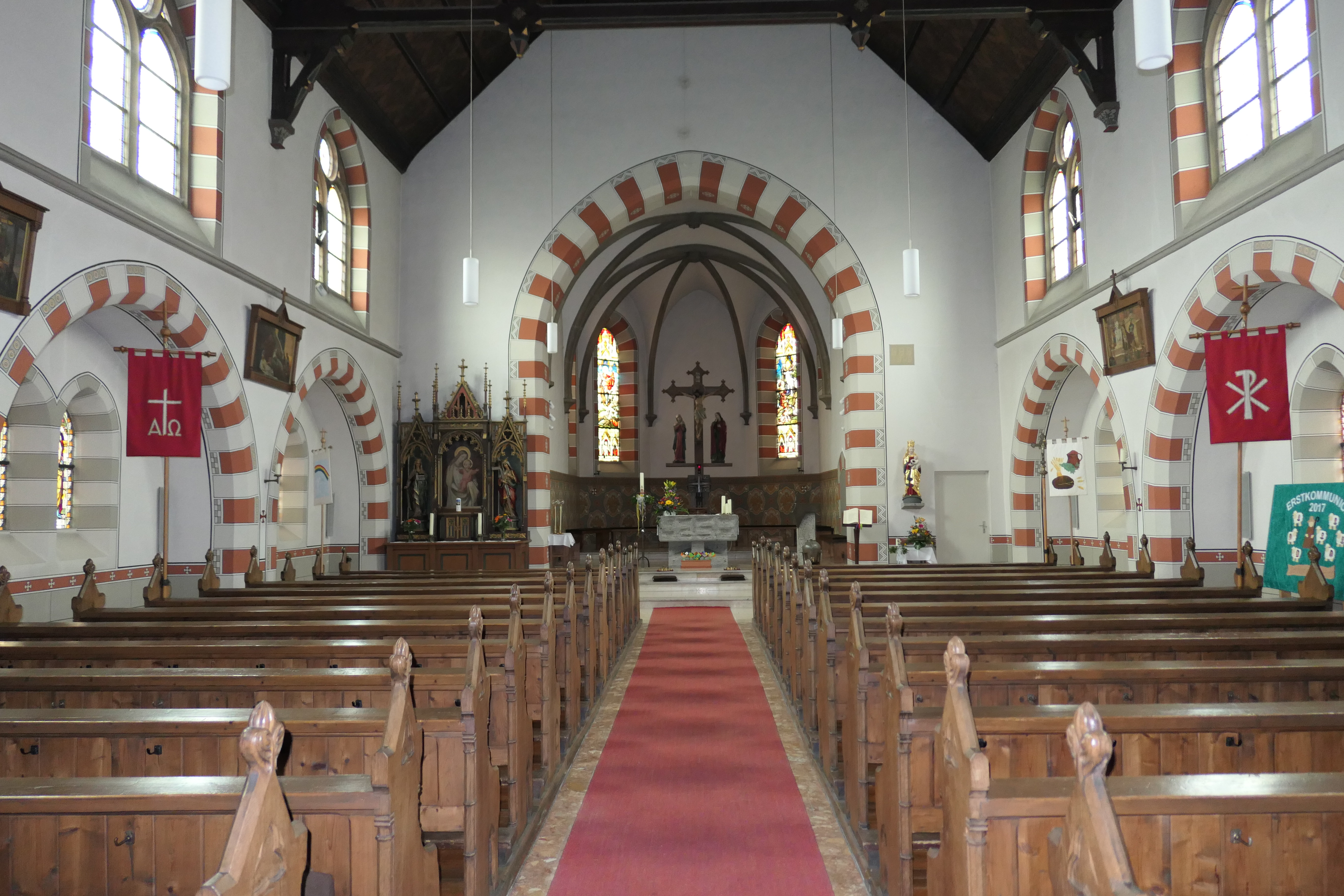
Inneres

St. Martin ist die römisch-katholische Pfarrkirche im Hildesheimer Ortsteil Achtum im Dekanat Borsum-Sarstedt des Bistums Hildesheim.

## Geschichte
Im Jahre 1173 übertrug Bischof Adelog den Zehnten der Siedlung Achtum dem Hildesheimer Godehardikloster. Die Zehntpflicht der Achtumer Bauern bestand bis zur Säkularisation des Godehardiklosters im Jahre 1803. Der schriftlichen Erwähnung von Achtum folgen später im 12. bis 14. Jahrhundert zahlreiche Urkunden, die den Kauf oder Verkauf von Grundbesitz u. a. an das Godehardikloster, das Kreuzstift, das Domkapitel oder an die Haupt- und Taufkirche St. Andreas in Hildesheim dokumentieren.
Bis 1195 gehörte die Gemeinde Achtum in den Pfarrverband von St. Andreas. Ende des 12. Jahrhunderts gelang es den Achtumer Bauern, sich von diesem Pfarrzwang durch die Jährliche Zahlung von 26 Schillingen zu befreien. Mit der Lösung aus dem Pfarrverband wird auch die Fertigstellung des Gotteshauses in Achtum belegbar. Die Selbständigkeit der Achtumer St. Martinskirche bezog sich jedoch nur auf den Pfarrverband von St. Andreas, die Archidiakonatsrechte der Haupt- und Taufkirche blieben unberührt. So war der Archidiakon auch Patron der Pfarrkirche in Achtum. Mit Albertus sacerdos de agtem wird dort im Jahre 1235 ein Seelsorger bestätigt. Später waren es Ordensgeistliche aus dem Godehardikloster, welche die Seelsorge der Gemeinde übernahmen. Die Organisation des Pfarrverbandes war bereits während des Mittelalters so weit fortgeschritten, dass die Mariengemeinde in Einum vom Pfarrer an St. Martin betreut wurde.
Die Siedlung Achtum wurde 1519, während des Ausbruchs der Hildesheimer Stiftsfehde, stark beschädigt.
Hinsichtlich der Ämterorganisation genoss Achtum einen rechtlichen Sonderstatus und war sozusagen amtsfrei. Die Patrimonialgerichtsbarkeit stand dem Domkapitel zu, das seinerseits einen Regenten für Achtum ernannte. Dieser stellte einen Vogt, der das grundherrliche Gericht verwaltete. Erst im Jahre 1815 kam Achtum zum Amt Steuerwald. Die dadurch enge Verbundenheit der Gemeinde zum Hildesheimer Domkapitel war wahrscheinlich eine Voraussetzung für die erfolgreiche Gegenwehr bei der Einführung der Reformation, obwohl 1542 die Archidiakonatskirche St. Andreas reformiert worden war.
Im Jahre 1579 bekam St. Martin, nach dreijähriger Vakanz, einen neuen Pfarrer namens Albert Bode, der selbst vom katholischen Glauben zur lutherischen Lehre konvertierte, dann aber wieder zur katholischen Kirche zurückgekehrt war.
Während des Dreißigjährigen Krieges wurde Achtum erneut in Mitleidenschaft gezogen. Kirche und Pfarrhaus wurde stark beschädigt und konnten erst 1650 repariert werden.
Konfessionell ist Ende des 19. Jahrhunderts in der Gemeinde Achtum und der ihr angeschlossenen Ortschaft Uppen von einer fast ausschließlich katholischen Bevölkerung auszugehen. Die Pfarrkirche St. Martin war aber so baufällig, dass im Jahre 1866 das Kirchenschiff abgebrochen werden musste. Von 1900 bis 1903 wurde, unter Beibehaltung von Teilen des Turmes, die heutige Pfarrkirche St. Martin erbaut.
Am 1. November 2014 wurde die neue Pfarrgemeinde St. Martin mit Sitz in Achtum errichtet, zu der die Filialkirchen Unbefleckte Empfängnis Mariä in Bavenstedt und Unbefleckte Empfängnis Mariä in Einum gehören.

## Architektur
Die geostete Kirche befindet sich in rund 111 Höhe über dem Meeresspiegel. Das Kirchenschiff wurde 1899 abgerissen und anschließend, unter Beibehaltung von Teilen des Bruchstein-Turmes aus dem 12. Jahrhundert, nach den Plänen von Diözesanbaumeister Richard Herzig im neugotischen Stil neu gebaut.